# 르노 F1

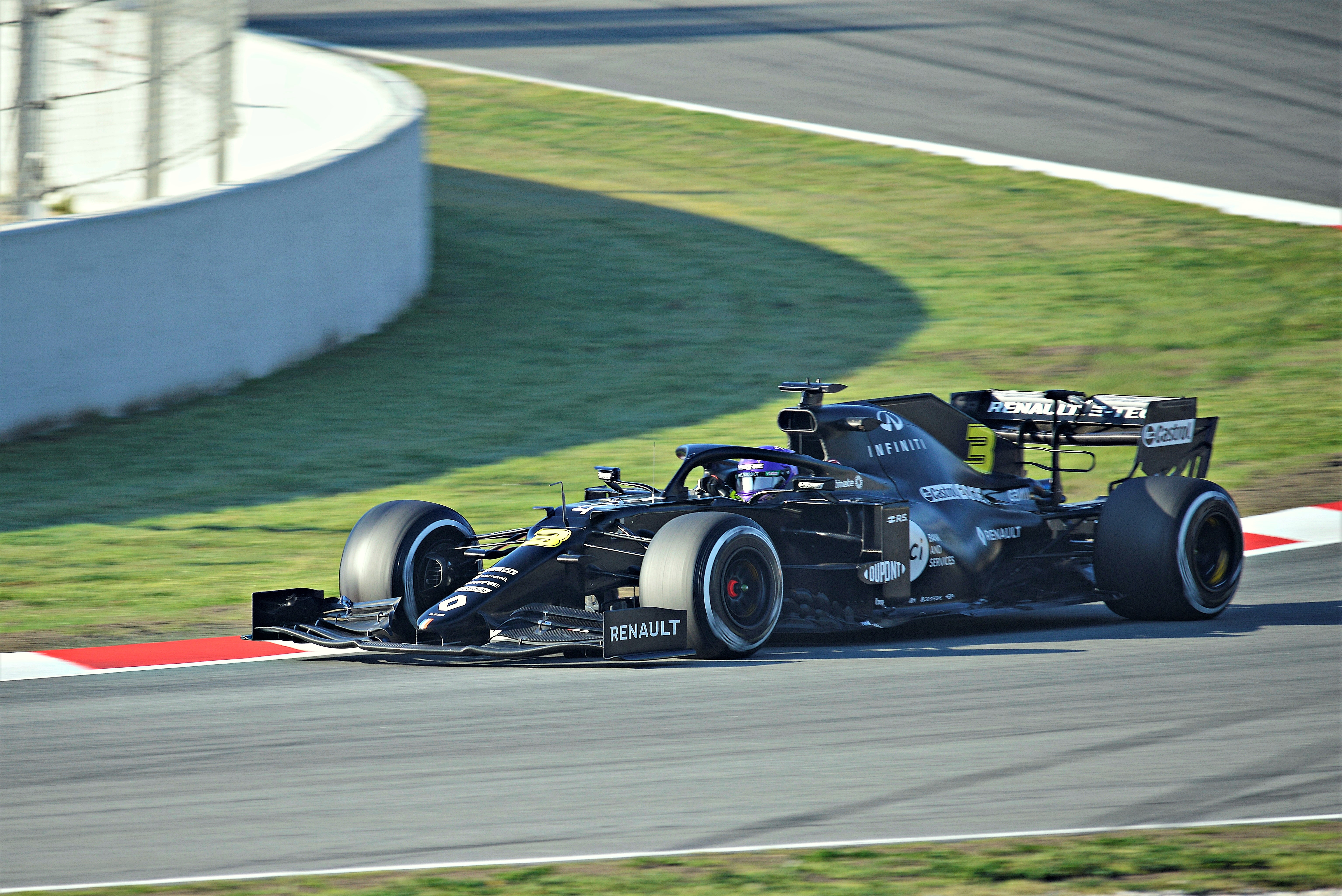
2020년 포뮬러 원 시즌에서 르노 F1팀의 다니엘 리카도가 운전중인 R.S.25

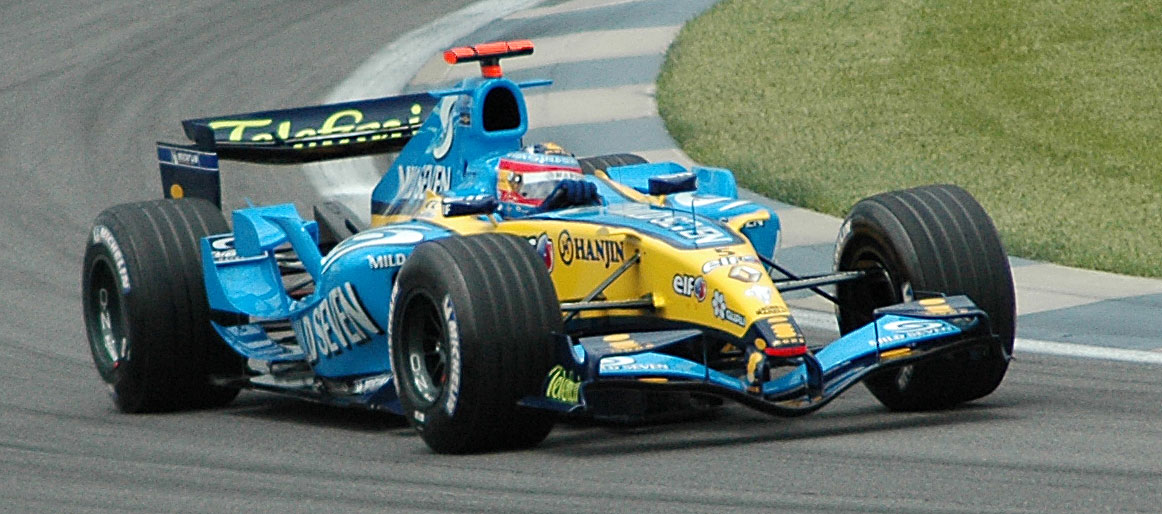
2005년 포뮬러 원 시즌에서 르노 F1팀의 페르난도 알론소가 운전중인 르노 R25

르노 F1(영어: Renault DP World F1 Team)은 프랑스 자동차 회사인 르노의 포뮬러 원 경주팀이다. 1977년부터 다양한 기간 동안 직접 F1 머신을 제작하는 컨스트럭터와 파워 유닛(엔진) 공급사로 활동해왔다. 
2021년부터 자사의 스포츠카 브랜드인 알핀을 홍보하기 위해 알핀 F1 팀으로 브랜드를 변경하였다.

## 요약
- 데뷔한 GP: 1977 영국 그랑프리

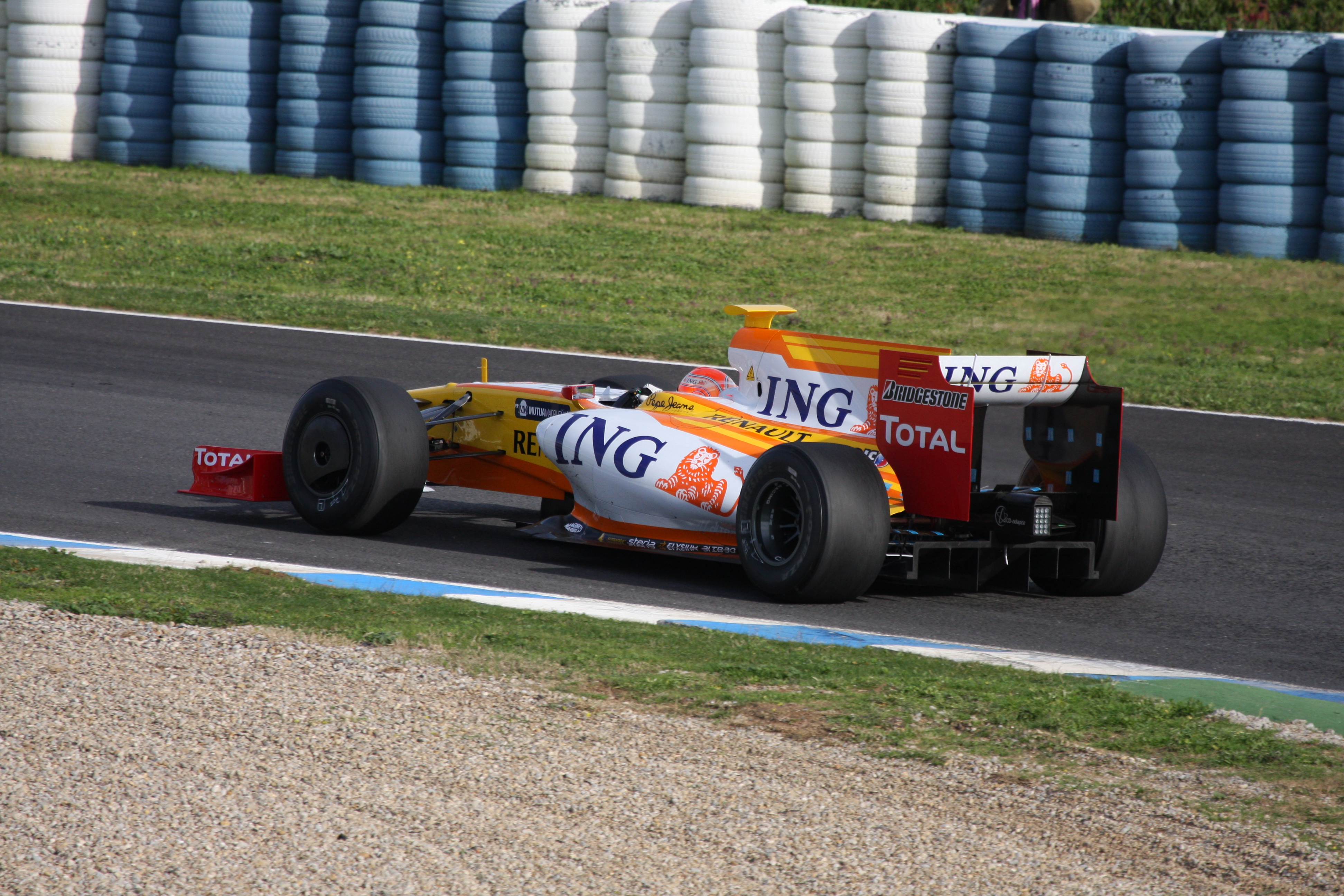
2009 포뮬러 원 시즌에서 르노 F1팀의 넬슨 피케 주니어가 운전중인 르노 R29 레이싱카

- 제조사 챔피언: 2회 (2005년, 2006년)
- 드라이버 챔피언: 2회 (2005년, 2006년) 1년 총결산에서 1위한 횟수
- GP에서 1위한 횟수: 35회 (로터스 르노 팀 포함)
- 1바퀴에서 1위한 횟수: 27회
- 폴 포지션: 50회
- 총 경주한 GP 횟수: 249회
- 2008년 팀성적: 4위 (80점)
- 2019년 팀성적: 5위 (91점)
- 소속 선수
  -  로베르트 쿠비차 (2010)
  -  비탈리 페트로브 (2010)
  - 다니엘 리카도 (2019-2021) 2년 계약
  - 니코 휠켄베르크 (2017-2019)
  - 에스테반 오콘 (2020-2021) 2년 계약
  - 카를로스 사인츠 (2017-2018)
  - 졸리온 팔머 (2016-2017)
  - 케반 마그누센 (2016)
  - 로맹 그로장 (2009)
  - 패르난도 알론소 (2003-2006), (2008-2009)
  - 젠슨 버튼 (2003)

## 같이 보기
- 르노 R29 - 르노 F1 팀이 2009년 1월에 발표한 새 F1 레이싱카
- 포뮬러 원